# Volturara Appula
Volturara Appula é uma comuna italiana da região da Puglia, província de Foggia, com cerca de 595 habitantes. Estende-se por uma área de 51 km², tendo uma densidade populacional de 12 hab/km². Faz fronteira com Alberona, Celenza Valfortore, Motta Montecorvino, San Bartolomeo in Galdo (BN), San Marco la Catola, Volturino.

## Demografia
| Variação demográfica do município entre 1861 e 2011                               |
|                                                                                   |
| Fonte: Istituto Nazionale di Statistica (ISTAT) - Elaboração gráfica da Wikipedia |